# Adverse Outcome Pathway
Das Konzept der Adverse Outcome Pathways (AOP) erlaubt die Verbindung von biologischen Vorgängen und adversen Effekten, welches Eingang in der Risikobewertung gefunden hat.
AOP schließen neben der Wirkungsweise auch die vorgelagerte Exposition und die nachgeschalteten Effekte auf Stufe des Einzelorganismus ein.
Die Verwendung von AOP in der Risikobewertung erlaubt es, den Einbezug von mechanistischen toxikologischen Daten auszuweiten. Die europäische Chemikalienregulierung REACH berücksichtigt AOP derzeit noch nicht.